# Estrela subanã
Uma estrela subanã, é uma estrela de classe de luminosidade VI no sistema de classificação espectral de Yerkes. Elas se caracterizam como estrelas com luminosidade de 1.5 a 2 magnitudes, abaixo daquela das estrelas da sequência principal do mesmo tipo espectral. Em um diagrama de Hertzsprung-Russell, as subanãs aparecem abaixo da sequência principal.
O termo "subanã" foi cunhado por Gerard Kuiper em 1939, para se referir a uma série de estrelas com espectros anômalos que haviam sido previamente denominadas "anãs brancas intermediárias."

## Subanãs frias
Tal como as estrelas da sequência principal, as subanãs frias (das classes espectrais de G a M) produzem a energia através da fusão do hidrogênio. A explicação para a luminosidade abaixo do esperado para essas estrelas reside na baixa metalicidade dessas estrelas: essas estrelas são pobres em elementos mais pesados que o hélio.  A metalicidade mais baixa das subanãs frias diminui a opacidade de suas camadas mais externas, o que diminui a pressão de radiação, resultando em uma estrela menor e mais quente para determinada massa.  Essa baixa opacidade também permite que elas emitam uma porcentagem maior de luz ultravioleta para o mesmo tipo espectral relativo a uma estrela de População I, uma característica conhecida como excesso de ultravioleta.
Essas estrelas são, de maneira geral, membros do halo da Via Láctea; elas frequentemente possuem altas velocidades espaciais em relação ao Sol.
A subclassificação das subanãs é a seguinte:
- subanã fria:  Exemplos: Estrela de Kapteyn (sdM1), SSSPM J1930-4311 (sdM7)
- subanã extrema:  Exemplo: APMPM J0559-2903 (esdM7)[5]

## Subanãs quentes
As subanãs quentes, dos tipos espectrais O e B, também denominadas "estrelas do ramo horizontal extremo" constituem uma classe inteiramente diferente de objetos comparando com as subanãs frias. Essas estrelas representam um estágio tardio na evolução de algumas estrelas, causado quando uma gigante vermelha perde suas camadas de hidrogênio mais externas antes que o núcleo comece a fundir o hélio. A reazão pela qual essa perda de massa prematura ocorre ainda não é clara, mas acredita-se que a interação das estrelas em um sistema binário seja um dos principais mecanismos. Subanãs solitárias podem ser o resultado da fusão de duas estrelas anãs brancas. Estrelas subanãs B, sendo as mais luminosas das anãs brancas, constituem uma boa porção da população de estrelas quentes em uma população de velhos sistemas estelares, como os aglomerados globulares e as galáxias elípticas.

## Subanãs notáveis
- Estrela de Kapteyn
- Groombridge 1830
- Mu Cassiopeiae
- 2MASS J05325346+8246465, uma possível anã marrom do halo galáctico e primeira subanã subestelar.[7]
- SSSPM J1549-3544